# Šumska žutilovka
Šumska žutilovka (uskolisna žutilovka, žutica šumska, žutica srpasta, lat. Genista sylvestris), ljekovita biljka iz roda žutilovki, porodica mahunarki. Višegodišnji je grm u području Mediterana; Italija, Grčka, Hrvatska, Albanija

## Podvrste
- Genista sylvestris subsp. dalmatica (Bartl.)H.Lindb.
- Genista sylvestris subsp. sylvestris